# 中標津ミルキーラーメン
中標津ミルキーラーメン（なかしべつミルキーラーメン）は、北海道標津郡中標津町で生産された牛乳が使用されたご当地ラーメンである。

## 経緯
2006年に牛乳の過剰生産で大量の生乳が産業廃棄物として廃棄されたニュース報道をきっかけに、牛乳の消費拡大に貢献する目的で考案。

## 中標津ミルキーラーメンのルール
- 名称は全て「中標津ミルキーラーメン」とする。
- 麺つゆに100cc以上の中標津産牛乳を使う。
- 味は各店の持ち味を出すことから自由とする。

## スタンプラリー
当時11店舗のスタンプラリーが行われた。
開催期間
2006年11月3日 - 12月20日
参加店舗
破天荒、梟亭、大和殿、龍鳳、河亭、東龍門、来々軒、らー麺たら福、ファミリーレストランみちのく、よしの屋食堂、中標津保養所温泉
主催
中標津ミルキーラーメン制作委員会

## 製品化
中標津ミルキーラーメンが好調だったことから、中標津町観光協会が中心となり、空港・駅等でお土産として流通させるようにパッケージ化した。
製品概要
しお味：2食入 750円（税込）
カレー味：2食入 800円（税込）
販売元
中標津町観光協会